# Fatoto
Fatoto  é uma pequena cidade da Gâmbia. Fica na parte oriental do país, nas margens do rio Gâmbia. Pertence ao distrito de  Kantora na divisão de Upper River. Em 2009, estimava-se a população em

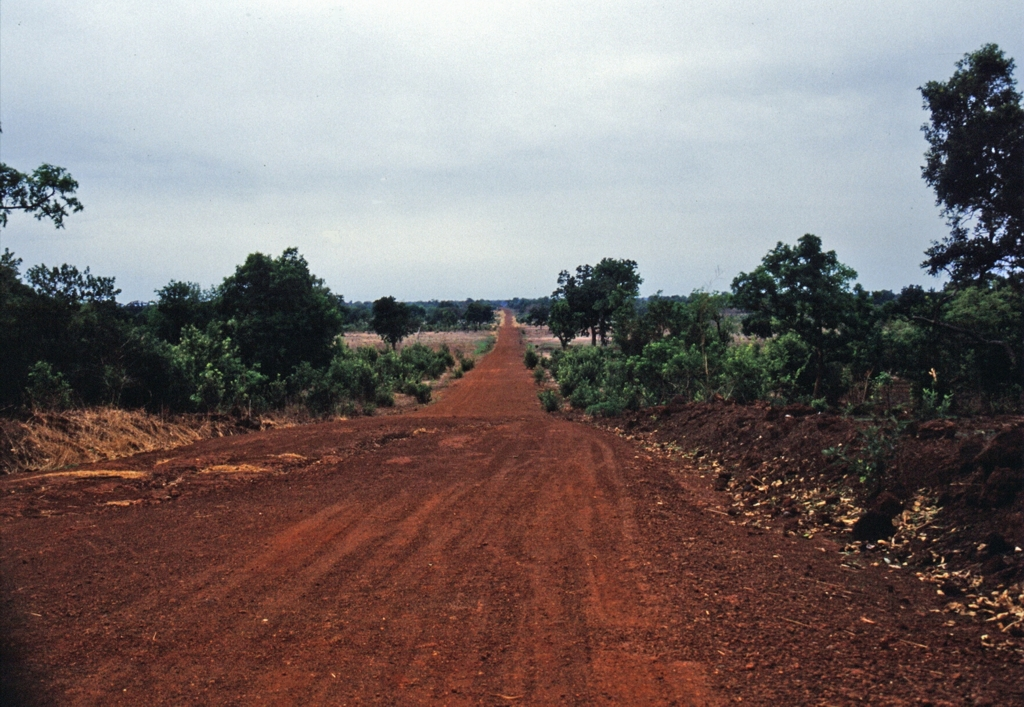
Paisagem de Fatoto

1685.